# Chikkenahalli, Chiknayakanhalli
Chikkenahalli là một làng thuộc tehsil Chiknayakanhalli, huyện Tumkur, bang Karnataka, Ấn Độ.